# Baten Kaitos (videogioco)
Baten Kaitos: Le Ali Eterne e L'oceano Perduto (バテン・カイトス 終わらない翼と失われた海?, Baten Kaitos: Owaranai Tsubasa to Ushinawareta Umi) è un videogioco di ruolo giapponese sviluppato da Tri-Crescendo e Monolith Soft per Nintendo Gamecube, distribuito da Namco. È stato messo in commercio il 5 dicembre 2003 in Giappone, il 16 novembre 2004 negli Stati Uniti, e il 1º aprile 2005 in Europa.
Il 23 febbraio 2006 è uscito in Giappone il seguito del gioco, Baten Kaitos 2, in realtà un prequel dell'originale, in quanto è ambientato 20 anni prima degli eventi del primo Baten Kaitos. Il nuovo gioco è stato messo in commercio il 25 settembre 2006 negli Stati Uniti con il nome di Baten Kaitos Origins, mentre non è mai stato pubblicato in Europa.
Una versione rimasterizzata di entrambi i giochi è stata pubblicata per Nintendo Switch nel settembre 2023 e distribuita tramite Steam il 18 giugno 2024.

## Trama
Baten Kaitos (nome tradizionale della stella Zeta Ceti) è prevalentemente ambientato in un gruppo di isole fluttuanti nel cielo, così come accadeva in Skies of Arcadia. Il protagonista è un giovane uomo di nome Kalas, animato da sentimenti di vendetta nei confronti dell'impero di Alfard e delle sue mire espansionistiche.
Il giocatore però non controlla direttamente il personaggio, bensì riveste il ruolo di uno spirito guida incorporeo, proveniente da un altro mondo, con cui Kalas ha stretto un patto.

## Modalità di gioco
La visuale di gioco è costituita da fondali fissi e pre-renderizzati in cui Kalas si muove in terza persona. Quasi tutte le località che si visitano durante il gioco hanno il nome di una stella del firmamento.
Baten Kaitos è un gioco di ruolo con combattimenti a turni, in cui il giocatore dovrà però utilizzare i propri Magnus durante il combattimento con un limite di tempo molto breve.

### I Magnus
Nella quotidianità dell'universo di Baten Kaitos esistono speciali tipi di carte che possono intrappolare l'essenza degli oggetti, per poi essere utilizzate in seguito. Queste carte sono chiamate Magnus e giocano un importante ruolo sia nelle meccaniche di base del gioco, sia nella trama in sé. Ad esempio in battaglia è possibile impiegare il Magnus di una spada, che Kalas potrà usare sia in attacco sia in difesa, ma è possibile pescare dal mazzo anche il Magnus di un frutto che consenta, ad esempio, di recuperare punti vita. Inoltre, certi Magnus hanno delle limitazioni e possono essere utilizzati solo da alcuni personaggi e non da altri.
I Magnus contenuti nel mazzo sono numerati, proprio come in un gioco di carte reale. Se nel corso del combattimento si riesce a realizzare coppie, tris, full, poker o ancor meglio una scala di Magnus in ordine crescente o decrescente, si otterranno effetti migliori in attacco (se si sta attaccando), nelle magie di cura (se si sta curando) o in difesa (se si sta difendendo).
Per una maggiore efficienza in battaglia, è fondamentale saper gestire il proprio mazzo di Magnus. I Magnus che raffigurano frutta o materia deteriorabile sono soggetti all'azione del tempo e possono, pertanto, mutare o deteriorarsi. Per esempio, i Magnus del frutto banana possono marcire e i Magnus dell'acqua fresca possono diventare acqua stagnante, cosa che comporta differenti effetti qualora vengano utilizzati (alcuni Magnus di frutta, una volta andati a male, possono essere usati anche in attacco per avvelenare i nemici). Alcuni materiali chiave possono inoltre essere ottenuti esclusivamente mettendo da parte l'elemento di base ed attendendone pazientemente la trasformazione: è il caso ad esempio di yogurt e formaggio, necessari a completare alcune missioni e ricavabili entrambi dal Magnus del latte. Parecchi altri oggetti sono infine acquisibili solamente effettuando determinate combinazioni durante i combattimenti: ad esempio il vinsanto (in grado di riportare in vita un personaggio caduto in battaglia), si ricava giocando in sequenza la carta del vino di riso giapponese e quella del sacro graal. 

## Personaggi principali
Kalas
Doppiato nella versione inglese da Eric Kelso e da Kosuke Toriumi in quella originale.
19 anni, è il protagonista della storia. È mosso da un profondo sentimento di vendetta contro l'impero di Alfard, reo di aver dato alle fiamme la casa della sua famiglia, composta dal fratello Fee e dal nonno Georg. Tuttavia altri misteri circondano Kalas, facendo da perno all'intreccio del gioco.
Xelha
Doppiata nella versione inglese da Bianca Allen e da Chiaki Takahashi in quella originale.
17 anni, Xelha viene presentata nel gioco come una viaggiatrice gentile e dolce, impegnata in una missione misteriosa. Più tardi si scoprirà che in realtà Xelha è la regina di Wazn, un'antica isola leggendaria che pareva esistere solo nei vecchi miti. Xelha è in effetti l'ultima discendente delle streghe dei ghiacci. Nel corso della trama stabilisce uno stretto legame con Kalas ed è la principale controparte femminile del gioco.
Gibari
Doppiato nella versione inglese da Jeff Gedert e da Kiyoyuki Yanada in quella originale.
34 anni, il rozzo Gibari è un pescatore da Nashira, villaggio di pescatori del paese delle nuvole di Diadem. Di carattere impulsivo, è in realtà un uomo coraggioso. Spesso, a causa del suo carattere, si trova in attrito con gli altri abitanti di Nashira, specialmente con il suo vecchio amico Reblys. In gioventù è stato un famoso cavaliere di Diadem, ma nel gioco non viene spiegato il motivo per cui ha scelto di abbandonare di propria volontà il corpo dei cavalieri.
Lyude
Doppiato nella versione inglese da Thomas Meleski e da Daisuke Kishio in quella originale.
18 anni, Lyude è un giovane ambasciatore dell'impero di Alfard, proveniente da una famiglia molto nobile. Sebbene serva l'impero, trova eticamente deplorevoli le azioni dell'Imperatore Geldoblame, specialmente in occasione dell'operazione genocida nel villaggio di Azha. Sceglie di unirsi al gruppo di Kalas, lottando contro il suo stesso paese.
Savyna
Doppiata nella versione inglese da Rachel Walzer e da Mayumi Asano in quella originale.
25 anni, Savyna era un ufficiale dell'impero di Alfard, soprannominata "Lady Morte". Cresciuta come una macchina per uccidere priva di emozioni, Savyna sceglie di abbandonare l'esercito dopo che una misteriosa indovina le consiglia di restare ad Anuenue per incontrare il suo destino. Qui si imbatterà in Kalas e nel suo gruppo, unendosi successivamente a loro.
Mizuti
Doppiata nella versione inglese da Yuko Yunkokawa e da Eriko Nakayama in quella originale.
14 anni, ama definirsi "Great", ossia "Il Grande" e parla di sé in terza persona. È un misterioso mago viaggiatore con il volto perennemente nascosto da una maschera. È uno dei figli della terra, discendenti dai potenti maghi che 1000 anni prima hanno marciato contro gli dei. Mizuti ha ereditato un enorme potere magico, pari quasi a quello dei suoi antenati, tanto da poter essere considerato il figlio della terra più forte dei suoi tempi. Più avanti nel gioco, visitando il suo luogo d'origine (Duhr), si scoprirà che Mizuti è in realtà una ragazza.